# Bobalink
A bobalink vagy seregélysármány (Dolichonyx oryzivorus) a madarak (Aves) osztályába a verébalakúak rendjébe, ezen belül a csirögefélék (Icteridae) családjába tartozó Dolichonyx nem egyetlen faja.

## Rendszerezése
A fajt Carl von Linné svéd természettudós írta le 1758-ban, a Fringilla nembe Fringilla oryzivora néven.

## Előfordulása
Kanada, az Amerikai Egyesült Államok és Saint-Pierre és Miquelon, területén fészkel, telelni délebbre vonul Anguilla, Antigua és Barbuda, Argentína, Aruba, a Bahama-szigetek, Barbados, Belize, Bermuda, Bolívia, Bonaire, Brazília, a Kajmán-szigetek, Chile, Kolumbia, Costa Rica, Kuba, Curaçao, a Dominikai Közösség, Dominikai Köztársaság, Ecuador, Francia Guyana, Guadeloupe, Guatemala, Guyana, Haiti, Honduras, Jamaica, Martinique, Mexikó, Montserrat, Nicaragua, Panama, Paraguay, Peru, Puerto Rico, Saba, Saint Kitts és Nevis, Saint Lucia, Saint Vincent és a Grenadine-szigetek, Sint Eustatius, Sint Maarten, Suriname, Trinidad és Tobago, a Turks- és Caicos-szigetek, Venezuela, Brit Virgin-szigetek és az Amerikai Virgin-szigetek területén is előfordul. Kóborló példányai eljutnak Franciaország, Gibraltár, Grönland, Írország, Olaszország, Norvégia, Portugália és az Egyesült Királyság területére is.
A természetes élőhelye szubtrópusi és trópusi és mérsékelt övi legelők és cserjések, valamint szántóföldek. Vonuló faj.

## Megjelenése
Testhossza 16–18 centiméter, testsúlya 37-47 gramm.
|  |  |

## Életmódja
Tápláléka magvakból és rovarokból áll.

## Szaporodása
Fészekalja 5–6 fehér tojásból áll. A csésze alakú fészek mindig a földön helyezkedik el a sűrű növényzetben. A fiatalokat mindkét szülő táplálja.